# Hayagriva
Hayagriva (Sanskrit, m., हयग्रीव, hayagrīva, „der Pferdeköpfige“) ist eine pferdeköpfige Gottheit der hinduistischen Mythologie und des tantrischen Buddhismus. Die Mythologie kennt auch einen Dämon Hayagriva.

## Hayagriva im Hinduismus
In der hinduistischen Mythologie ist Hayagriva meist eine Form von Vishnu.
Sein Erscheinen und Wirken wird in den Schriften unterschiedlich beschrieben.
Im Vishnuismus gilt Hayagriva als derjenige, der Wissen und Weisheit schenkt. So ist es weit verbreitet, das tägliche Studium der heiligen Schriften mit einem Gebet zu Hayagriva zu beginnen und Bildgestalten von Shri Lakshmi-Hayagriva zu verehren.

### Mythologie
Die Mythologie bietet verschiedene Versionen seines Wirkens. Eine bringt ihn in Zusammenhang mit einer Bestrafung des Schöpfergottes Brahma:

„Vor Beginn der Schöpfung übermittelte Narayana (Vishnu) aus seiner Großmütigkeit heraus, dem Brahma die Veden. Dieser wurde dadurch sehr stolz, ihm gefiel die Macht, die er dadurch als Schöpfer des Universums erhielt. Doch der Stolz verleitete ihn zur Unaufmerksamkeit. Da beschloss Vishnu, seinen Stolz zu brechen. Aus zwei Wassertropfen, die von Vishnus mystischem Lotossitz fielen, erschienen die beiden Dämonen Madhu und Kaitabha, Verkörperungen von Leidenschaft (Raja Guna) und Unwissenheit (Tamas Guna). Sie stahlen Brahma die Veden (Wissen), worauf dieser sein Schöpfungswerk nicht mehr weiterführen konnte. Er flehte Vishnu um Hilfe an, denn ohne das Licht des Wissens drohte alles in Dunkelheit zu versinken. Darauf erschien die mystische Gestalt Hayagrivas aus einem Opferfeuer und der Klang, der seinen Nüstern entströmte, versetzte die Dämonen in Schrecken. Sie verschleppten die Veden in Gestalt eines Säuglings, in die niedrigsten Bereiche der Schöpfung und flohen. Doch Hayagriva nahm sie wieder an sich und brachte sie zu Brahma zurück. Als die Dämonen feststellten, dass die Veden verschwunden waren, suchten sie wutentbrannt nach dem Schöpfergott. Dieser erkannte, dass er ihnen gegenüber trotz seiner Gelehrtheit hilflos war und bat Vishnu um Hilfe. Hayagriva kehrte zurück und tötete die Dämonen. Brahma konnte nun sein Schöpfungswerk weiterführen.“
Ebenfalls verbreitet ist die Erzählung aus dem Markandeya-Purana:

„Am Ende eines Zeitalters, als die Welten vom Wasser verschlungen wurden, ruhte Vishnu in einem mystischen Schlaf. Da erschienen zwei Dämonen, Kaitabha und Madhu, aus seinem Ohrenschmalz. Beide sehr mächtig versuchten sie sofort, Brahma zu vernichten. In höchster Not wandte sich dieser an die große Göttin Mahadevi, die sich schließlich aus dem Körper Vishnus heraus vor ihm manifestierte. Sie half Vishnu zu wecken, dieser schützte Brahma und kämpfte über 5000 Jahre gegen die Dämonen. Die Göttin beeinflusste daraufhin den Geist der beiden Dämonen, worauf sie sich auf eine Segnung von Vishnu einließen. Diese Segnung lautete: Ihr beide werdet durch mich getötet werden! Die Dämonen willigten ein, stellten jedoch die Bedingung, dass dies nur an einem Ort geschehen könne, an dem es kein Wasser gebe. Da die Welten alle überschwemmt waren, waren sich die Dämonen sicher, dass Vishnu keine geeignete Fläche finden würde, sie umzubringen. Doch Vishnu sie auf seinen Schenkeln Platz nehmen und enthauptete sie. Auf diese Weise rettete er die Veden und die Welt.“
Im Markandeya Purana wird Hayagriva nicht namentlich erwähnt, doch stellen viele Kommentatoren den Zusammenhang mit dem Avatar Hayagriva her.

Das Devi Bhagavata schildert ausführlich eine weitere Version des Erscheinens Hayagrivas, der hier als pferdeköpfigen Dämon vom pferdeköpfigen Vishnu getötet wird:

„Vishnu wurde nach Tausenden von Jahren Kampf mit den Dämonen von Müdigkeit ergriffen. So zog er sich in einen tiefen mystischen Schlaf zurück. Während dieser Zeit führten Indra, Brahma und Shiva ein großes Opfer durch, das nur in Anwesenheit Vishnus erfolgreich beendet werden konnte. Doch sie wagten nicht ihn zu wecken und so entschied Brahma, kleine Insekten zu beauftragen den Bogen anzufressen, auf dem Vishnus Kopf ruhte. Auf diese Weise würde das Entfernen des Bogens Vishnu zu gegebener Zeit wecken. Doch als es soweit war, zerriss die Sehne des Bogens mit einem übernatürlichen Klang – nicht nur der Bogen war verschwunden, sondern auch der Kopf von Vishnu. In größter Not wandten sich alle an Mahamaya. Die Göttin klärte nicht nur die Ursache für das Verschwinden des Kopfes auf, sondern offenbarte auch, weshalb  Vishnu durch sie einen Pferdekopf erhalten sollte. Demnach hatte viele Jahre zuvor ein Dämon namens Hayagriva für lange Zeit schwerste Entsagungen auf sich genommen und dafür eine Gunst von ihr erbitten dürfen. Er erbat sich Unsichtbarkeit. Mit Hilfe dieser Eigenschaft kämpfte er Hunderte von Jahren gegen die Götter und besiegte sie. Doch er wollte auch unsterblich sein. Da aber Unsterblichkeit in dieser Welt nicht gegeben werden kann, änderte er seinen Wunsch dahingehend, dass er nur sterben könnte, wenn eine Person mit einem Pferdekopf ihn töten würde. Dies geschah nun mit dem Erscheinen Vishnus, als er einen neuen Kopf erhielt. Und damit erlöste Vishnu-Hayagriva die Götter vom Joch des Dämonen Hayagriva.“

### Zitate
Brahma spricht zu seinem Sohn Narada: "Bhagavan, der Herr, erschien in einem Opfer, das ich darbrachte, als die Inkarnation Hayagriva. Er besitzt eine goldene Körpertönung und er ist es, der durch Opfer erfreut wird. Er ist die Seele der Halbgötter und die Personifikation vedischer Hymnen. Wenn er durch seine Nüstern atmet, werden wunderbare Klänge hörbar." (Bhagavatapurana 2.7.11)

## Hayagriva im Buddhismus
In der Nyingma und später auch der Kagyü-Schule des tibetischen Buddhismus hat Hayagriva (tib.: rta mgrin) eine wichtige Stellung. Er gehört zu den sogenannten „acht großen Heruka-Gottheiten“ des Mahayoga neben Hevajra, Guhyasamaja, Chakrasamvara, Vajrakilaya, Yamantaka, Amrita und Mamo. Hayagriva ist eine zornvolle Erscheinungsform des Buddha Amitabha, dem Herrn der Lotus-Buddhafamilie. Hayagriva verkörpert tatkräftiges Mitgefühl und ist damit ein zornvoller Ausdruck des Bodhisattva Avalokitesvara. Es finden sich verschiedene tantrische Übertragungen zu Hayagriva in diesen Traditionen. Hayagriva wird dabei mit unterschiedlichen Attributen einzeln oder in Vereinigung mit seiner Partnerin dargestellt. Die tantrischen Schriften zu Hayagriva wurden während der ersten Übersetzungsphase buddhistischer Schriften aus dem Sanskrit ins Tibetische im achten Jahrhundert im tibetischen Kloster Samye übersetzt.